# 维加2号
维加2号（英語：Vega 2）是前苏联的一艘太空探测器，主要与维加1号一起用来执行探索金星和哈雷彗星的维加计划。该飞船由早期金星系列飞船升级而来，其名称“维加”（VeGa）是由俄语中金星（Venera）和哈雷（Galleye）二词组合而成。它们都是由巴巴金航天中心设计，希姆基拉沃契金设计局制造的5VK型航天器。飞船上安装了一对提供动力的大型太阳能板，携带的仪器包括碟形天线、照相机、光谱仪、红外探测仪、磁强计和等离子体探头等。1984年12月21日，近5吨(10850磅)的飞船被安装在质子8K82K火箭顶部，从哈萨克斯坦丘拉塔姆的拜科努尔航天发射场发射升空。维加1号和2号都属于三轴稳定系统，为防避哈雷彗星尘埃的撞击，飞船上加装了双重防护罩。

## 金星任务
1985年6月15日，维加2号下降舱抵达金星，两天后从航天器中释放。这一重1500千克(3300英磅)、直径240厘米的的球体模块，包含了一架地表着陆器和一只探测气球，而航天器则利用金星进行了一次重力助推机动，继续飞向哈雷彗星。 

### 着陆
1985年6月15日3点零50秒，维加2号着陆器降落在阿佛洛狄忒高地北部区，大约南纬7.14°、东经177.67°附近。着陆点高度高于行星平均半径0.1公里，测得的大气压为91个标准大气压，温度736K(摄氏463°)。在地表样品中发现了一种斜长橄长岩，这在地球上很少发现，但存在于月球高地中，因此得出结论，该地区可能是所有金星着陆器所探测地区中最古老的。该着陆器在金星表面传输了56分钟的数据。

### 气球

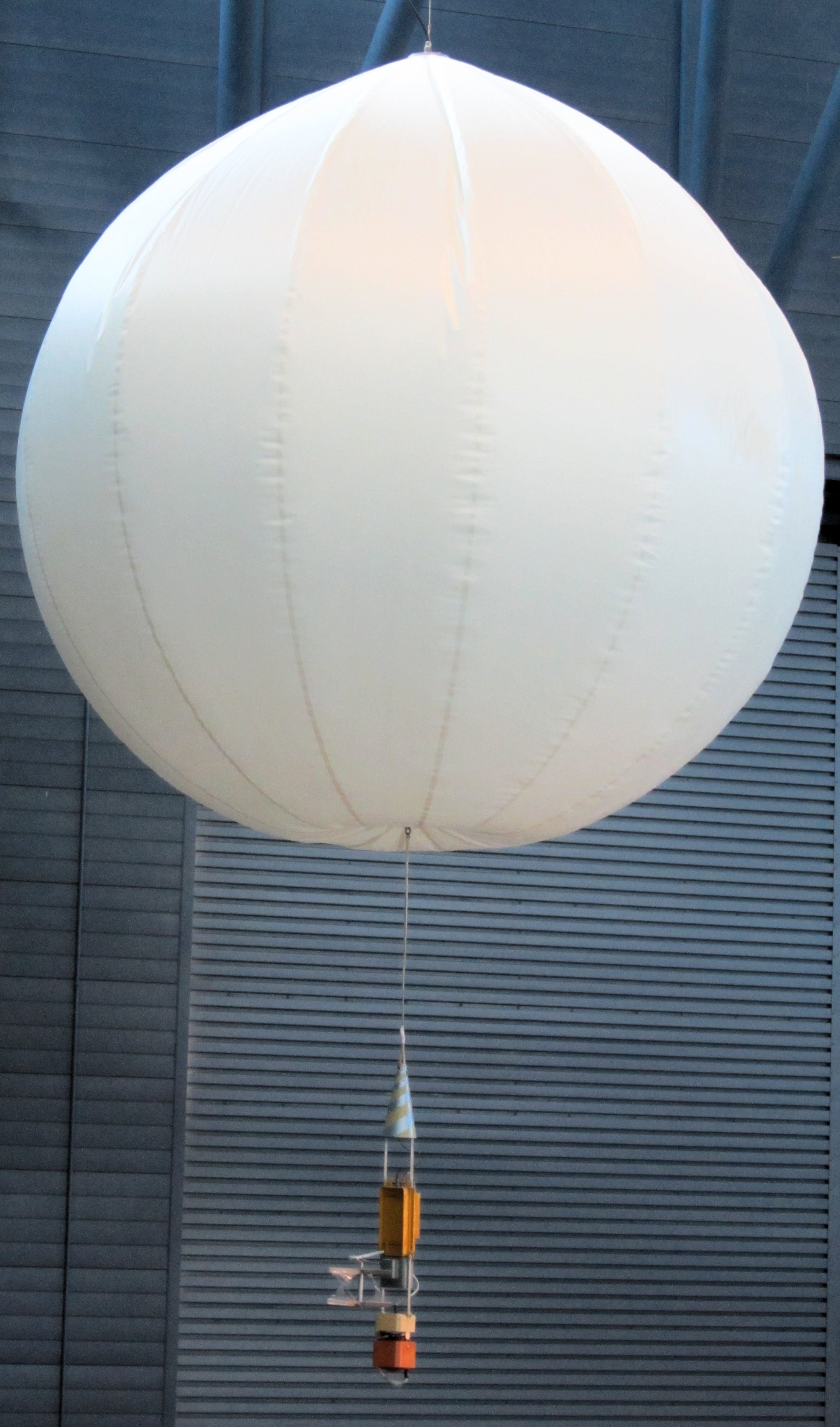
展示在史密森尼学会史蒂文·乌德沃尔哈齐中心的金星探测气球。

1985年6月15日世界时2点6分4秒(地球接收时间：莫斯科时间5点6分4秒)，维加2号着陆器/气球舱约以11公里/秒的速度进入金星大气层(海拔高度125公里)。大约2点6分19秒，系附着降落伞的登陆器舱盖在距地表64公里的高空打开。15秒后，在63公里高空释放了舱盖和降落伞。40秒后，在南纬7.45°、东经179.8°，海拔61公里处，降落伞将气球包拉出舱室。在进入大气层200秒后，第二具降落伞在55公里的高度打开，抽出了折叠的气球。
100秒后，气球在54公里处完成充气，降落伞和充气系统被抛弃。当气球到达大约50公里时，压载物被丢弃，气球在释放后的15至25分钟内又漂升至53至54公里之间的稳定高度，这意味着金星三层云系中最为活跃的中间层，其平均稳定高度为53.6公里，气压535毫巴，温度为308-316K(摄氏35°-43°)。该气球在几乎纬度恒定的横向气流中，以平均约66米/秒的时速向西漂移。从夜晚穿过晨昏圈到6月16日世界时9点10分共漂浮了7400公里。探测气球在白天继续工作，直止6月17日世界时0点38分，在总计横移11100公里后，于南纬7.5°、东经76.3°处接收到了最后一次传输。此后，不知道该气球又飞了多远。

## 哈雷任务
在与金星交汇后，维加号航天器在该行星的重力助推下被引向了哈雷彗星。
1986年3月7日，在距哈雷彗星1400万公里(870英里)处，该飞船对它拍摄了100张照片，并开始了与它的交汇任务。
1986年3月9日世界时7点20分，维加2号抵达最接近彗星的8030公里(4990英里)处。在相距最近的3小时中，对彗星进行了密集的数据采集，以测量其慧核的物理参数，如尺寸、形状、温度和表面属性，以及研究彗髮的结构与动态、彗核附近的气体成分、尘埃粒子的构成、质量分布与彗核距离间的变化关系，以及彗星与太阳风之间的相互作用等。
在此次交汇中，维加2号拍摄了700张彗星图像，分辨率比姊妹飞船维加1号更高，部分原因是当时彗发外的尘埃较少。但在这次交汇中也记录到维加2号的能量损耗达到80%，较维加1号的40%高出一倍。
在经过1986年3月10日和11日的进一步成像作业后，维加2号完成了它的主要使命。

## 哈雷之后
原本打算让维加2号执行一次600万公里的飞掠小行星2101阿多尼斯任务，但发现它已没有足够的燃料用于修正轨道。相反，维加探测器利用这次机会测量了穿过丹宁－藤川彗星、比拉彗星和布朗平彗星轨道上的尘埃。
1987年3月24日，维加2号与地球失去了联系，而维加1号也早已于1987年1月30日耗尽了姿态控制燃料。
维加2号当前仍盘旋在环太阳的日心轨道上，主要轨道参数为：近拱点0.7个天文单位，远拱点0.98个天文单位，轨道离心率0.17°，轨道倾角2.3°，轨道周期281天。

## 另请参阅
- 金星探测任务列表